# Parafia Ducha Świętego w Kielcach
Parafia Ducha Świętego w Kielcach – parafia rzymskokatolicka w Kielcach. Należy do dekanatu Kielce-Północ diecezji kieleckiej, jest parafią dziekańską. Odpust parafialny obchodzony jest w Uroczystość Zesłania Ducha Świętego. 
Parafia została erygowana 16 marca 1987. Jest obsługiwana przez księży diecezjalnych. Mieści się na Osiedlu Na Stoku. W roku 2011 została uruchomiona oficjalna strona internetowa parafii. W parafii prężnie działają wspólnoty religijne: chór, Stowarzyszenie Rodzin Katolickich, Odnowa w Duchu Świętym, KSM, schola dziecięca, 5 kręgów Domowego Kościoła. Warto podkreślić, że Wspólnota Żywego Różańca liczy 25 kół różańcowych. Przy parafii działa też Uniwersytet Rozwoju Wiary. 
Od 2018 parafia ma przywilej drugiego odpustu ku czci św. Marii od Jezusa Ukrzyżowanego (25 sierpnia). Jest to pierwszy taki odpust w Kościele w Polsce.